# 德国级装甲舰
德国级装甲舰或称德意志级装甲舰是德国海军在1930年代為符合《凡尔赛和约》限制而設計出的一款排水量一万吨级装甲舰。同級艦共三艘，其特徵是具有巡洋艦等級的噸位、戰艦等級的主炮、以及超越各國軍艦水準的續航力。

## 设计建造
德国於第一次世界大战战败後簽訂了凡爾賽和約媾和，限制武裝部隊發展。按和约，德国大型主力艦限制保留3艘，並禁止建造排水量超过10,000公噸，主炮口径超过280公厘的戰艦。德国海军针对条约限制，结合巡洋作战的需求，于1929年动工建造德国级装甲舰，德国人称之为「装甲舰」。由于主炮口径超出当时《华盛顿海军条约》对巡洋舰的定义，英国皇家海军称其为「口袋战列舰」（Pocket Battleship），大日本帝国海军則称之为“豆战列舰”或“袖珍战列舰”。
在德国級建造的時代，威瑪德國主要的假想敵是波蘭、法國、英國；姑且不論英國皇家海軍具有全面性的海洋優勢，波蘭與法國這兩個對德國敵意較強的歐陸國家海軍卻是截然不同的風格。波蘭因建國較晚，甫草創的海軍主要以高速巡洋艦、驅逐艦、潛艦為主；法國海軍陣容較為完整，但軍艦主要以防禦力、火力見長。面對截然不同特性的海軍陣容，德國在1920年代的新造艦最優先考慮噸位限制後，剩下就是如何取捨性能；而德国級的設計目標是確保巴倫支海內的制海權，策略是以相對高速與較強的火力、搭配較薄的裝甲，讓該級艦面對波蘭艦隊，甚至是蘇聯海軍都具備一戰之能，面對法軍艦隊也可以倚靠其機動力保持主動。嚴格來講，該艦的設計導向便是戰鬥巡洋艦，只是因為政治上的箝制導致性能縮水。
德国级設計時稱裝甲艦A（Panzerschiff A）。艦體超過9成的工序使用焊接技术，船殼重量相較於鉚接節省了15%，加上運用部分鋁合金結構抑止噸位過度超額；动力选用MAN公司製柴油机，每具柴油機輸出功率6750匹軸馬力／每分鐘450轉，油耗远低于蒸汽轮机，续航力明显高于英、美海军同期的重巡洋舰。1930年代的高功率柴油機普遍在汽缸活塞與活塞機構的長桿存在著設計缺失，以致大部分尚未到運轉壽命前便故障叢生，只有德國經過大量的實驗後成功設計出穩定運作的大型艦用主機；不過1950年代以前的柴油雜質較高的緣故，如不做任何處理引擎會更容易出問題；所以德国級在艦上燃料管線裝有燃料加熱裝置，藉由讓燃料維持較高溫度降低黏著性，然而燃料管線並沒有全裝甲披覆保護，因此油路或是加熱器遭破壞時軍艦便會失去動力。德国級每組動力系統是由4台柴油機並聯一台變速器，帶動一個直徑4.4公尺的三葉螺旋槳，螺旋槳最早使用的尺寸是3.7公尺。帳面數字上德国級的極限輸出表現為54,000公制馬力，極速26節；但是因為柴油引擎技術仍不穩定，服役期間輸出功率從沒達到設計數據，但是航速上因為合理的重量控制緣故，極速均有超標表現。
德国號的測試數據為48390匹公制馬力／28節、舍爾將軍號是52050匹公制馬力／28.3節、施佩伯爵將軍號數據未紀錄，但極速可達29.5節。
德国级突出的优势是其6门280毫米主炮，安装3联装主炮塔，在尽可能小尺度上集中最大的火力。德国级受到排水量限制与追求重火力的情况下，装甲防护基本与当时的重巡洋舰相当，装甲总重量只占标准排水量20％左右。三号舰根据前两艘舰的经验修改设计，增强防御装甲，加强防空火力。
由于华盛顿海军条约规定巡洋舰主炮口径不得超过8英寸，德国级的作战目的非常明确：火力比当时只有轻装甲防护的重巡洋舰强，而28节的航速比当时的战列舰快，使其能避免与之交火，符合德国海军远洋破交作战的需求。第二次世界大战爆發后，德国由于不再受条约限制，遂将其重新划分为巡洋舰。同型舰共三艘，分別為德国號（于1940年改名为呂佐號）、舍爾將軍號與施佩伯爵將軍號。

## 服役情况
三艘德国级装甲舰均参加了1936年的西班牙内战。第二次世界大战初期，德国级多次突入大西洋进行破坏敌方海上交通线的巡洋作战。斯佩伯爵将军号是德国海军最为活跃的袭击舰，转战于大西洋与印度洋。1939年12月，该舰在拉普拉塔河口海战中被3艘英国巡洋舰击伤，后被困在中立国港口蒙得维的亚，随后被迫自沉。1940年，因为希特勒担心一旦该舰被击沉便代表着德意志帝国的覆灭，故而將德国号更名为吕佐号（Lützow）。1940年末至1941年初，舍尔将军号突入大西洋进行破交战。在4个月的航行中，舍尔将军号行驶了46,000海里，击沉16艘商船，是德国大型水面舰艇很成功的一次出击。1942年之后，吕佐夫号与舍尔将军号主要在波罗的海和北冰洋海域活动，威胁盟国的北极援苏航线。吕佐号于1942年12月31日参加巴伦支海海战。该海战的失败直接导致了海军司令埃里希·雷德尔的辞职。随着德国海军作战重点转向潜艇战，德国级被改为训练舰，仅在波罗的海沿岸支援陆军对苏作战。1945年4月9日，舍尔将军号在基尔遭到300架皇家空军飞机的空袭，被命中5枚炸弹，随后倾覆在港内。32名德国舰员阵亡。1个月后，在5月4日，吕佐号为避免被俘获而自沉。

## 同级舰
| 艦名           | 圖片 | 命名依據                 | 製造商               | 動工時間      | 下水時間      | 服役時間       | 最終命運                               |
| -------------- | ---- | ------------------------ | -------------------- | ------------- | ------------- | -------------- | -------------------------------------- |
| 德国號         |      | 德國號                   | 基爾德意志造船廠     | 1929年2月5日  | 1931年5月9日  | 1933年4月1日   | 1947年7月遭蘇聯作為靶艦擊沉            |
| 舍尔将军号     |      | 莱因哈德·舍尔上将        | 威廉港戰爭海軍造船廠 | 1931年6月25日 | 1933年4月1日  | 1934年11月12日 | 1945年4月9日遭空襲擊沉                 |
| 斯佩伯爵將軍號 |      | 马克西米利安·冯·施佩上将 | 威廉港戰爭海軍造船廠 | 1932年10月1日 | 1934年6月30日 | 1936年1月6日   | 1939年12月17日拉普拉塔河口海戰後遭拆解 |